# 스멜스 라이크 레코드
스멜스 라이크 레코드(Smells Like Records)는 미국 뉴저지주 호보컨에 위치한 인디 음반사이다. 1993년 소닉 유스의 드러머 스티브 셸리가 설립하였다. 출신 음악가로는 소닉 유스, 블론드 레드헤드, 캣 파워, 레인코츠 등이 있다.